# Partidul Verde Ecologist (Republica Moldova)
Partidul Verde Ecologist (PVE) este un partid politic din Republica Moldova care s-a constituit la 9 aprilie 1992. Până în septembrie 2012 s-a numit Partidul Ecologist „Alianța Verde” din Republica Moldova (PEMAVE). Congresul de constituire a aprobat Programul, Statutul și a ales organele de conducere ale acestei formațiuni. El l-a ales pe Gheorghe Malarciuc în calitate de președinte al PEMAVE. 
PEMAVE își propune să contribuie la optimizarea raportului societate-natură, la ocrotirea ecologică și socială a populației și să elimine factorii antropogeni generatori de calamități naturale și sociale. 
PEMAVE a participat la alegerile parlamentare din 1994, 1998, 2009, 2010, 2014 și 2019 și la alegerile locale din 1995, 1999, 2003, 2007, 2011, 2015 și 2019.

## Scurt istoric
PEM-AVE a fost constituit în anii 90 al secolului trecut drept răspuns la mișcările socialpolitice înregistrate în lume și în teritoriul ex-sovietic și în perioada crizelor energetice și ecologice. In acea perioadă, a devenit clar faptul că modelul vechi de dezvoltare economică nu era durabil și punea planeta și pe locuitorii săi în grave pericole sociale, economice și de mediu. Drept răspuns la necesitățile implementării principiilor dezvoltării durabile a Republicii Moldova s-a
constituit Partidul Ecologist "Alianța Verde" din Republica Moldova. Pe parcursul activității social-politice, noi ne-am călit, încercând diferite variante de colaborare politică. Melităm pentru aderarea la o Europă liberă, democrată și socială într-o lume netulburată, echitabilă și durabilă din punct de vedere al mediului. Apărăm drepturile omului și ale cetățeanului, solidaritatea, stabilitatea și dreptul fiecărui individ de a-și conduce propria viață.
PEM-AVE, ca formațiune politică, promovează dezvoltarea durabilă a societății multilateral dezvoltate ce respectă drepturile omului și este constituit pe valorile responsabilității față de mediu, ale libertății, justiției, diversității și non-violenței. 

## PEM-AVE în familia politică a Verzilor europeni și globali
PEM-AVE, prin esență, valori, principii, organizare și acțiune, tinde să devină membru al Partidului Verde European și a verzilor mondiali. Fiind formațiune politică de orientare democratică și de susținere a tuturor păturilor sociale cu drepturi depline printre alte partide politice, PEM-AVE colaborează în permanență și prin toate mijloacele accesibile cu alte partide de
orientare democratică și este deschis pentru dialog, colaborare și conlucrare cu formațiunile politice din spațiul european, dar doctrina ecologică este incompatibilă cu ideologia comunistă.

## Conducerea
- Președinte - Vitalie Marinuța
- Prim-vicepreședinte - Anatolie Prohnițchi
- Vicepreședinte - Olga Afanas, responsabilă pentru relațiile internaționale și cu Partidul Verde European
- Vicepreședinte - Annaslav Yakovenko, responsabil pentru relațiile interetnice, cu sectorul non-guvernamental și fundațiile de mediu și știinșifice naționale și internaționale
- Vicepreședinte - Erica Zucec, responsabilă pentru organizația de femei și cooperarea cu administrația publică locală
- Președinte de onoare - Alecu Reniță
- Președintele Consiliului Național - Andrei Dumbrăveanu
- Președintele Ligii Tinerilor Verzi - Valeriu Garaba

Congresul PEMAVE este organul suprem de conducere al partidului. Congresul se convoacă cel puțin o dată in patru ani. La lucrările congresului iau parte, cu drept de vot deliberativ, delegații aleși de filialele teritoriale. Congresul extraordinar poate fi convocat în termen de o lună printr-o hotărîre a Consiliului Național sau la cererea a cel puțin o treime din numărul Filialelor. Hotărîrile în Statut și Program precum și revocarea Președintelui Partidului sînt adoptate cu 2/3 din voturile delegaților, celelalte hotărîri prin simpla majoritate de voturi ale delegaților prezenți.
Congresul:
- Adoptă Statutul și Programul partidului, operează modificări și completări;
- Alege Președintele, vicepreședinții și Consiliul Național al Partidului;
- Sezbate și aprobă rapoartele prezentate de Consiliul Național și de comisiile acestuia;
- Adoptă hotărîri privind activitatea internă și externă a Partidului;
- Aprobă sigla, drapelul și imnul partidului;
- Adoptă declarații și apeluri politice;
- Alege Comisia de Disciplină Etică și Morală.

Congresul este deliberativ dacă la lucrările sale sunt prezenți cel puțin 2/3 din totalul delegațiilor nominalizate de organele competente. În anumite condiții operative, în regim de urgență pot fi convocate conferințe naționale ale partidului.
Președintele partidului este garantul realizării programului politic al partidului, al menținerii unității partidului, și are următoarele abilități: 
- Exprimă mesajul politic;
- Prezidează lucrările Congresului, Consiliul Național și Biroului Permanent;
- Convoacă ședințele Consiliului Național și Biroului Permanent;
- Numește sau revocă în/din funcții reprezentanții partidului în instituții, organe sau foruri.

Consiliul Național PEMAVE
În perioada dintre congrese, organul de conducere al partidului îl reprezintă Consiliul Național. Consiliul Național prezintă rapoarte Congresului și este subordonat acestuia. Președinții filialelor raionale de partid sunt din oficiu membrii ai Consiliului Național. Consiliul Național se convoacă Simestrial sau de cîte ori este necesar, la cererea Președintelui partidului, a Biroului Permanent sau la cererea 1/3 din numărul membrilor săi. Consiliul Național adoptă hotărîri prin simpla majoritate de voturi.
Ședințele sale sînt deliberative dacă la ele participă majoritatea (50+1) membrilor Consiliului. Hotărîrile CN se publică ca regulă pe site-ul partidului.
- Convoacă Congresul și stabilește cota de reprezentare,
- Alege biroul permanent, conducătorii departamentelor,
- Stabilește structura organelor executive și funcțiile membrilor acestora din componența Consiliului Național,
- În perioada dintre congrese Consiliul național are dreptul de a coopta noi membri în locul celor plecați, dar nu mai mult decît cinci persoane pe an la propunerea președintelui,
- Consiliul Național stabilește cuantumul cotizației de membru,
- Are dreptul de a aproba sau a respinge hotă-rîrile adoptate de Biroul Permanent,
- Adopta hotărîrile cu privire la aderarea PEMAVE la blocuri electorale, dacă acestea nu contravin statutului, doctrinei politice și programul partidului, aprobă candidații pentru listele electorale,
- Aprobă Platforma electorală, componența STAFF-ului electoral în alegerile parlamentare și locale.
- La propunerea Biroului Permanent retrage susținerea politică a deputaților care au pierdut relațiile cu PEM, cu excluderea ulterioară din rîndul membrilor PEM AVE
- Aprobă membrii de onoare ai partidului,
- Desemnează persoanele care au dreptul de a semna contracte și acte financiare,
- Alege redactorul — șef al ziarului.

Biroul Permanent PEMAVE reprezintă organul executiv de dispoziție și control, în perioada dintre ședințele Consiliului Național, și este subordonat acestuia. Membri ai Biroului permanent din oficiu sînt Președintele Partidului, prim- vicepreședintele și 3 (trei) vicepreședinți și un secretar executiv. Ședințele Biroului permanent sînt convocate de către președintele Partidului, iar in lipsa acestuia de către prim-vicepreședinte, cel puțin o dată pe lună. Ședința Biroului Permanent este deliberativă în cazul participării majorității membrilor.
- Executa hotărîrile adoptate de Consiliul Național și de Congres,
- Dispune de mijloacele financiare ale partidului în Urnitele bugetului și prezintă rapoarte Consiliului Național. De regulă răspunderea pentru vistierie și evidența financiară revine casierului ales prin alegeri organizate aparte,
- Elaborează proiecte de planuri de activitate ale Consiliului Național și Biroului permanent, înaintîndu-le spre aprobare Consiliul Național,
- Întreține relații cu partidele și mișcările ecologiste din alte state,
- Stabilește contacte și întreține relații cu partidele de orientare democratică, cu alte mișcări, organizații și instituții din țară si din străinătate,
- Coordonează activitatea departamentelor/comisiilor permanente și a celor constituite adhoc,
- Generalizează și coordonează activitatea filialelor teritoriale.

Vicepreședinții PEMAVE
Coordonează activitatea departamentelor de specialitate care le revin, și prezintă Președintelui Biroului Permanent informații privind strategia și tactica partidului în domeniile de activitate încredințare.
Comisia de Cenzori PEMAVE
Comisia de cenzori controlează, cel puțin o data pe an, activitatea — financiară a partidului, prezentînd rapoarte Congresului. Membrii comisiei de cenzori nu pot face parte, concomitent, din Consiliul Național / Biroul permanent.